# Hoplodrina fusca
Hoplodrina fusca är en fjärilsart som beskrevs av Lenz. Hoplodrina fusca ingår i släktet Hoplodrina och familjen nattflyn. Inga underarter finns listade i Catalogue of Life.